# Петухов, Владимир Аркадьевич
Влади́мир Арка́дьевич Петухо́в (16 декабря 1949, Котлас — 26 июня 1998, Нефтеюганск) — мэр Нефтеюганска в 1996—1998 годах. По версии Следственного комитета РФ, был убит по приказу первого вице-президента нефтяной компании «ЮКОС» Леонида Невзлина в результате конфликта из-за неуплаты «ЮКОСом» налогов в местный бюджет.

## Биография
Родился 16 декабря 1949 года в городе Котласе Архангельской области. В 1969 году окончил Ухтинский горно-нефтяной техникум. Во время учёбы в 1968 году проходил производственную практику в должности помощника бурильщика в Ухтинской конторе бурения. После окончания техникума служил в армии. После службы в армии работал бурильщиком в Пермской области, помощником бурового мастера в Хабаровском крае, буровым мастером в Приморском крае.

### Работа нефтяником в Нефтеюганске
С 1978 года работал в Нефтеюганске. Начал работать бурильщиком в Нефтеюганском управлении по повышению нефтеотдачи пластов и капитальному ремонту скважин, затем занимал должности мастера, технолога, начальника отдела техники и технологии добычи нефти, подготовки транспорта нефти и газа. В 1981 году заочно окончил Тюменский индустриальный институт по специальности «Технология и комплексная механизация разработки нефтяных и газовых месторождений», получив квалификацию горного инженера.
В 1982—1987 годах работал в аппарате «Юганскнефтегаз» главным инженером центральной научно-исследовательской лаборатории, начальником производственного отдела по химизации. В апреле 1987 года по решению Главтюменнефтегаза в составе группы работников «Юганскнефтегаза» был направлен на работу в производственное объединение «Варьеганнефтегаз» в Нижневартовском районе. Петухов в течение года возглавлял в «Варьеганнефтегазе» производственный отдел по текущему и капитальному ремонту скважин.
В 1983 году поступил в аспирантуру Тюменского СибНИИНП. В 1987 году защитил диссертацию, получив учёную степень кандидата технических наук. С 1988 года работал в НПО «Техника и технология добычи нефти», входившего в структуру Главтюменнефтегаза.
В 1990 году возглавил научно-внедренческое предприятие «Дебит», которое занималось ремонтом нефтяных скважин, повышением нефтеотдачи пластов и внедрением в производство изобретений самого Петухова.

### Работа мэром и конфликт с «ЮКОСом»
В 1994 году был избран депутатом городской Думы первого созыва Нефтеюганска. 27 октября 1996 года избран мэром Нефтеюганска.
На территории Нефтеюганска находилось дочернее предприятие «ЮКОСа» «Юганскнефтегаз». В мае 1998 года Петухов обвинил «ЮКОС» в том, что компания не платит налоги в местный бюджет, из-за чего работники не получают зарплату.
Петухов объявил голодовку, выдвинув требования: возбудить уголовное дело в связи с неуплатой «ЮКОСом» налогов в крупных размерах в 1996—1998 годах, отстранить от занимаемых должностей начальника налоговой инспекции Нефтеюганска и начальника налоговой инспекции Ханты-Мансийского округа, погасить накопленную недоимку в размере 1,2 трлн неденоминированных рублей, прекратить вмешательство в деятельность органов местного самоуправления Нефтеюганска со стороны ЮКОСа.
Голодовка Петухова длилась неделю и прекратилась после обещания губернатора Ханты-Мансийского автономного округа Александра Филипенко проверить информацию и принять меры.

### Убийство
Через несколько дней после окончания голодовки утром 26 июня 1998 года по дороге на работу пешком Петухов был застрелен из пистолета-пулемёта неподалёку от здания городской администрации Нефтеюганска. Был ранен его охранник. Убийство произошло в день тридцатипятилетия Михаила Ходорковского, что многими наблюдателями было расценено как «подарок имениннику».
Фарида Исламова, жена Петухова, через несколько дней после убийства мужа отправила заявление президенту Борису Ельцину, где говорила, что причиной убийства «могла быть попытка мэра проверить деятельность НК ЮКОС, вызванную налоговыми неплатежами». Позднее Фарида Исламова отмечала: «Убийство мужа нужно было только Ходорковскому, больше никто не мог. Но надо понимать, что Ходорковский сам это делать не будет. Все в городе говорили, что он собрал вокруг себя „Швондеров“ и „Шариковых“, а сам приезжал к нам запугивать: вот он, король ЮКОСа».
В интервью журналисту Дмитрию Гордону Ходорковский указал на свою непричастность к покушению на Петухова, причиной которого могло явиться невыполнение условий оплаты заказов строительным подрядчикам со стороны городской администрации на фоне общего дефицита средств для выплат по ним.
После убийства мэра в Нефтеюганске проходили митинги, на которых «ЮКОС» обвинялся в убийстве, жители перекрывали дороги, требуя расследования преступления, были разбиты окна в офисе местного подразделения ЮКОСа.

### Расследование
Расследованием было установлено, что преступление совершили члены так называемой камышинской организованной преступной группировки Попов и Приходько. Вскоре труп подозреваемого Приходько с двумя огнестрельными ранениями был обнаружен недалеко от трассы Нефтеюганск — Тюмень, а чуть позже неизвестные застрелили и Попова. В итоге уголовное дело было прекращено.
Проверялись разные версии мотивов убийства, включая возможную заинтересованность в преступлении жены мэра, которая после убийства супруга вступила в права наследства — по некоторым оценкам, более 500 тысяч долларов США. Проверялась и версия возможной причастности к организации убийства бывшего главы Нефтеюганска Севрина, в отношении компании которого по инициативе покойного Петухова было возбуждено уголовное дело о неуплате налогов.
Неназванный источник The Daily Telegraph, друг офицера ФСБ Александра Литвиненко заявил: Литвиненко обладал информацией, что убийство мэра Нефтюганска организовано сотрудниками ФСБ в целях дискредитации руководства компании ЮКОС.
19 июня 2003 года был задержан начальник отдела внутренней экономической безопасности «ЮКОСа» Алексей Пичугин, который в 2005 году был осуждён по обвинению в организации ряда убийств.
31 марта 2005 года, на следующий день после вынесения приговора Алексею Пичугину, находившийся под стражей по обвинению в убийстве женщины-москвички Владимир Шапиро написал заявление о том, что за убийством Петухова стоят Пичугин и Леонид Невзлин, а себя представил в роли передатчика денег за совершённое преступление. Такого же рода заявление 11 мая 2005 года сделал и обвиняемый в грабежах в Ростовской области Геннадий Шевцов.
В результате этого Алексею Пичугину было предъявлено обвинение в организации убийства Петухова. По версии обвинения, летом 1998 г. Пичугин вступил в преступный сговор с акционером и первым заместителем председателя правления нефтяной компании «Юкос» Невзлиным и другими неустановленными лицами из числа руководящих сотрудников нефтяной компании «Юкос», направленный на лишение жизни Петухова, действия которого по возврату сокрытых налогов и сборов нефтяной компанией «Юкос» в федеральный, региональный и местный бюджет противоречили их личным и служебным интересам. Пичугин предложил Горину (который позднее был убит) подыскать лиц, готовых за вознаграждение совершить это преступление. При этом Пичугин передал Горину фотографию жертвы, адреса его места жительства и работы, вел переговоры о размере материального вознаграждения за убийство в сумме не менее 150 000 долларов США (927 000 рублей), сроках его совершения.
Горин для участия в совершении убийства привлек жителей Волгограда Горитовского и Шапиро. Они, согласившись на участие в преступлении, за денежное вознаграждение склонили к участию в преступлении Евгения Решетникова и Геннадия Цигельника (Шевцова). Им передали в качестве аванса часть денежного вознаграждения — около 1000 долларов США (6180 руб.), предоставили информацию о жертве, а впоследствии — 10 000 долларов США (61 800 руб.), переданные Невзлиным и Пичугиным через Горина за исполнение преступления.
Горитовский в июне 1998 года в Волгограде передал Решетникову и Цигельнику (Шевцову) охотничий карабин модели «КО-8,2», патроны к нему и две боевые осколочные оборонительные гранаты Ф-1. Решетников, кроме того, для совершения преступления изготовил самодельное огнестрельное оружие, представляющее модификацию пистолета-пулемета К6-92 «Волк» («Борз»).
В июне 1998 года Цигельник (Шевцов) с Решетниковым на автомашине марки ВАЗ-2121 прибыли из Волгограда в Нефтеюганск, где в течение длительного времени наблюдали за Петуховым, собирали сведения о нём, охране и маршрутах передвижения.
26 июня 1998 года около 8 часов утра на пешеходной дорожке между перекрестком улиц Нефтяников и Молодёжная во 2а-м микрорайоне Нефтеюганска Решетников расстрелял направлявшегося на работу Петухова и его охрану. Цигельник (Шевцов), вооруженный для совершения преступления обрезом охотничьего карабина модели «КО-8,2» калибра 8,2 мм и гранатой Ф-1, наблюдал за окружающей обстановкой и при необходимости должен был устранить препятствия при совершении преступления.
В августе 2006 года суд признал Пичугина виновным в организации убийства Петухова и приговорил его к 24 годам лишения свободы. Владимир Шапиро получил 19 лет, а Геннадий Цигельник и Евгений Решетников — по 18 лет лишения свободы. В 2007 году дело Пичугина было направлено на новое рассмотрение и Пичугин был приговорён к пожизненному заключению. В 2008 году бывший совладелец «ЮКОСа» Леонид Невзлин, скрывавшийся от правосудия в Израиле, был заочно приговорён к пожизненному тюремному заключению.

### Мнения
В декабре 2009 года председатель правительства России Владимир Путин заявил: «Мэр города Нефтеюганска, где осуществлялась основная производственная деятельность компании „ЮКОС“, — что он требовал от компании? Налоги платить. Убили». Путин подчеркнул: «Проблема в том, чтобы преступлений подобного рода у нас больше не повторялось».
Некоторые свидетели со стороны защиты Алексея Пичугина указывали в суде на то, что убийство Петухова было невыгодно для «ЮКОСа», так как сорвало процесс переговоров с администрацией Нефтеюганска и в целом негативно сказалось на репутации компании.
В 2022 году бывший министр МВД России Сергей Степашин в интервью канала НТВ, назвал М. Б. Ходорковского заказчиком убийства мэра Нефтеюганска Владимира Петухова.